# Zuri
Zuri is een plaats (frazione) in de Italiaanse gemeente Ghilarza.
Tot 1923 lag het dorp in de vallei, aan de oever van de Tirso. Met het vullen van het Omodeomeer na de bouw van de Santa Chiara-dam, werd de stad geëvacueerd en stroomopwaarts herbouwd. Alleen de middeleeuwse kerk Chiesa di San Pietro, gewijd aan de apostel Petrus, daterend uit de dertiende eeuw, werd ontmanteld en herbouwd in het nieuwe dorp.